# Eduardo Sánchez (regista)
Eduardo Miguel Sánchez Quirós (L'Avana, 20 dicembre 1968) è un regista statunitense.
Soprattutto è noto per aver scritto e co-diretto l'horror psicologico The Blair Witch Project con Daniel Myrick, per il quale vinsero l'Independent Spirit John Cassavetes Award.

## Biografia
Nato nel 1968, Sánchez si trasferì in Spagna con la sua famiglia a due anni, prima di spostarsi definitivamente negli Stati Uniti d'America nel 1972. Studiò produzione televisiva al Montgomery College nel Maryland  e ottenne il suo B.A. alla University of Central Florida Film Department, dove fu alunno Dr. Mary C. Johnson e Dr. Charles Harpole.

## Filmografia

### Cinema
- The Blair Witch Project - Il mistero della strega di Blair (1999)
- Altered - Paura dallo spazio profondo (2006)
- Seventh Moon (2008)
- Lovely Molly (2011)
- Exists (2014)

### Cortometraggi
- Curse of the Blair Witch (1999)
- Sticks and Stones: Investigating the Blair Witch (1999)
- A Ride in the Park (2013) (segmento di V/H/S/2)
- The Vampire (2022)  (segmento di Satanic Hispanics)

### Webserie
- ParaAbnormal (2009)
- Four Corners of Fear (2013)

### Televisione
- Supernatural – serie TV, 5 episodi (2005-2020)
- Intruders – serie TV, 4 episodi (2014)
- Dal tramonto all'alba - La serie (From Dusk Till Dawn: The Series) – serie TV, 4 episodi (2014-2016)
- 12 Deadly Days – serie TV, 1 episodio (2016)
- Lucifer – serie TV, 2 episodi (2017-2018)
- Regina del Sud – serie TV, 11 episodi (2016-2021)
- Taken – serie TV, 2 episodi (2017-2018)
- The Passage – serie TV, 1 episodio (2019)
- The InBetween – serie TV, 1 episodio (2019)
- Nancy Drew – serie TV, episodio 2x02 (2021)
- American Horror Stories – serie TV, episodio 1x03 (2021)
- Yellowjackets – serie TV, episodio 1x10 (2021)